# 21986 Александурібе
21986 Александурібе (1999 XO17, 1981 UA8, 1992 YX5, 1998 HG89, 21986 Alexanduribe) — астероїд головного поясу, відкритий 2 грудня 1999 року.
Тіссеранів параметр щодо Юпітера — 3,520.